# Alexânia
Alexânia är en kommun i Brasilien.   Den ligger i delstaten Goiás, i den sydöstra delen av landet, 70 km sydväst om huvudstaden Brasília. Antalet invånare är 23 828.
Omgivningarna runt Alexânia är huvudsakligen savann. Runt Alexânia är det ganska glesbefolkat, med 30 invånare per kvadratkilometer.